# Renaissance (альбом Лайонела Ричи)
| Совокупная оценка    | Совокупная оценка |
| Источник             | Оценка            |
| -------------------- | ----------------- |
| Metacritic           | (48/100)          |
| Оценки критиков      |                   |
| Источник             | Оценка            |
| Allmusic             | [ 2 ]             |
| Billboard            | (favorable)       |
| Entertainment Weekly | C                 |
| Rolling Stone        | (favourable)      |
| Indianapolis Star    | (favourable)      |

Renaissance  — шестой студийный альбом американского соул-певца Лайонела Ричи, вышедший 16 октября 2000 года на лейбле Island Def Jam. Продюсерами были Скип Миллер, Уолтер Афанасьефф, LaShawn Daniels, Fred Jerkins III, Родни Джеркинс, Brian Rawling, Daryl Simmons, Марк Тейлор, Lloyd Tolbert и Joe Wolfe. Альбом достиг шестого места в британском хит-параде UK Albums Chart и получил платиновую сертификацию в Великобритании от BPI. Песня «Angel» была номинирована на премию Грэмми в категории За лучшую танцевальную запись (Best Dance Recording).

## Об альбоме
Альбом получил положительные отзывы музыкальных критиков и интернет-изданий.

## Список композиций
| №   | Название                          | Автор(ы)                                                  | Продюсеры               | Длительность |
| --- | --------------------------------- | --------------------------------------------------------- | ----------------------- | ------------ |
| 1.  | «Angel» (Metro mix album version) | Lionel Richie, Paul Barry, Mark Taylor                    | Brian Rawling, Taylor   | 4:15         |
| 2.  | «Cinderella»                      | Richie, Joe Wolfe                                         | Richie, Wolfe           | 3:42         |
| 3.  | «Tender Heart»                    | Richie, Barry, Billy Lawrie                               | Rawling, Taylor         | 4:28         |
| 4.  | «Dance the Night Away»            | Richie, Walter Afanasieff                                 | Afanasieff              | 5:08         |
| 5.  | «Tonight»                         | Rodney Jerkins, Fred Jerkins III, Richie, LaShawn Daniels | Jerkins, Daniels[a]     | 4:31         |
| 6.  | «How Long»                        | Richie                                                    | Richie, Wolfe           | 3:55         |
| 7.  | «Don't You Ever Go Away»          | Richie, Lloyd Tolbert                                     | Richie, Tolbert         | 4:13         |
| 8.  | «Wasted Time»                     | Jerkins III, Daniels, Richie, Harvey Mason, Jr.           | Jerkins III, Daniels[a] | 4:07         |
| 9.  | «Piece of My Heart»               | Richie, Wolfe                                             | Richie, Wolfe           | 4:15         |
| 10. | «It May Be the Water»             | Richie, Daryl Simmons                                     | Simmons                 | 4:56         |
| 11. | «Here Is My Heart»                | Richie, Barry, Taylor                                     | Rawling, Taylor         | 4:03         |
| 12. | «Don't Stop the Music»            | Richie, Barry, Taylor                                     | Rawling, Taylor         | 4:13         |

## Позиции в чартах

### Еженедельные чарты
| Чарт (2000-01)                   | Высшая позиция |
| -------------------------------- | -------------- |
| Австрия (Ö3 Austria)             | 5              |
| Дания (Hitlisten)                | 26             |
| Нидерланды (Album Top 100)       | 10             |
| Бельгия/Фландрия (Ultratop)      | 30             |
| Франция (SNEP)                   | 36             |
| Германия (Offizielle Top 100)    | 3              |
| Италия (Classifica album)        | 27             |
| Норвегия (VG-lista)              | 24             |
| Польша (ZPAV)                    | 16             |
| Швеция (Sverigetopplistan)       | 45             |
| Швейцария (Schweizer Hitparade)  | 6              |
| Великобритания (UK Albums Chart) | 10             |
| США (Billboard 200)              | 62             |

## Сертификации и продажи
| Регион | Сертификация | Продажи    |
| --- | ------------ | ---------- |
| Австрия (IFPI Austria)                                                                                                   | Золотой      | 20 000*    |
| Германия (BVMI) | Платиновый   | 300 000^   |
| Италия (FIMI) | Золотой      | 50 000*    |
| Нидерланды (NVPI) | Платиновый   | 80 000^    |
| Швейцария (IFPI Switzerland)                                                                                             | Золотой      | 20 000^    |
| Великобритания (BPI) | Платиновый   | 300 000^   |
| Итого |              |            |
| Европа (IFPI) | Платиновый   | 1 000 000* |
| Мир | —            | 1,000,000  |
| * Данные о продажах приведены только на основе сертификации. ^ Данные о тиражах приведены только на основе сертификации. |              |            |